# Michael Radulescu

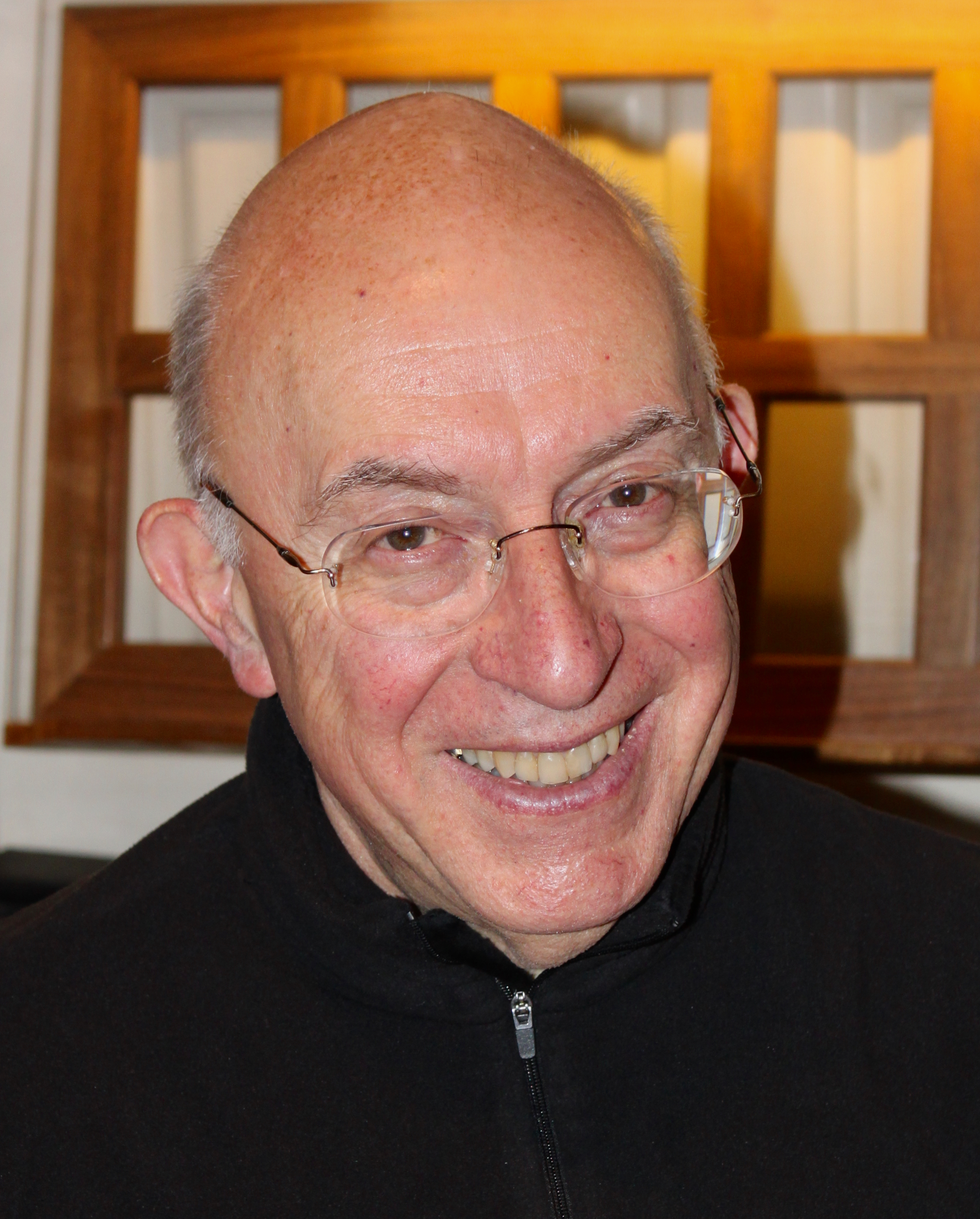
Michael Radulescu (2014)

Michael Radulescu (* 19. Juni 1943 in Bukarest; † 23. Dezember 2023) war ein deutsch-österreichischer Komponist, Organist und Hochschullehrer deutsch-rumänischer Herkunft.

## Leben
Michael Radulescu war Sohn eines rumänischen Vaters und einer deutschen Mutter. Nach erstem, privatem Musikunterricht und ersten Kompositionsversuchen erhielt er ab 1956/1957 am Konservatorium in Bukarest Orgelunterricht bei Victor Bickerich sowie Kompositionsunterricht bei Mihail Jora.
Im Rahmen der Sommerakademien am Mozarteum Salzburg erhielt er in den Jahren 1965/1965 Unterricht in Orgel bei Anton Nowakowski, Cembalo bei Anna Barbara Speckner sowie Dirigieren bei Carl Melles. Er studierte in den Jahren von 1965 bis 1968 an der Universität für Musik und darstellende Kunst Wien Dirigieren bei Hans Swarowski und Karl Österreicher sowie Kirchenmusik und Orgel bei Anton Heiller.
Im Jahr 1959 debütierte Radulescu als Organist am Bukarester Athenäum; er konzertierte seither in Europa, Nordamerika, Australien und Japan. Von 1968 bis 2008 lehrte er als Professor für Orgel an der Universität für Musik und darstellende Kunst Wien. Parallel dazu leitete er von 1971 bis 1990 den Meisterkurs für Orgel bei den Internationalen Meisterkursen im Fürstentum Liechtenstein und nahm von 1977 bis 1987 eine Lehrtätigkeit an der Internationale Süddeutsch-Österreichische Orgelakademie in Innsbruck wahr. Ab dem Jahr 1983 war er auch als Dirigent tätig.
Als Komponist wurde er unter anderem von Paul Hindemith, Anton Webern, Arnold Schönberg, György Ligeti und Olivier Messiaen beeinflusst. Er war Herausgeber von alter Orgelmusik und wirkte als Juror bei internationalen Wettbewerben. Als Organist spielte er unter anderem das gesamte Orgelwerk von Johann Sebastian Bach ein.
Er starb am 23. Dezember 2023 im Alter von 80 Jahren.

## Auszeichnungen
- 1970: Kompositionspreis der Landeshauptstadt Stuttgart[4]
- 1971: Kompositionspreis beim Wettbewerb anlässlich des Dürer-Jahres in Nürnberg
- 1975: Kompositionspreis des Österreichischen Komponistenbundes – ÖKB
- 1981: Kompositionspreis des Österreichischen Komponistenbundes – ÖKB
- 2003: Österreichisches Ehrenkreuz für Wissenschaft und Kunst I. Klasse Republik Österreich[5]
- 2005: Goldene Verdienstzeichen des Landes Wien.[6]
- 2007: Würdigungspreis für Musik des österreichischen Ministeriums für Unterricht und Kunst für sein musikalisches Lebenswerk.[7]

## Werke

### Ensemblemusik
- Bläserquintett – für Fagott (1967)[8]
- Sonate für Altblockflöte und Cembalo – Duo im Schwierigkeitsgrad 4 (1967–1971)[8]
- Trio I – für Violine, Viola und Violoncello (1969)[8]
- Ein geistliches Konzert – Duo für Schlagzeug und zehn Solostimmen (1970)[8]
- Trio II – für Violine, Viola und Violoncello (1971/1973)[8]
- Himmel und Erde – Musik zum Aschermittwoch, Septett für zwei Posaunen, zwei Violen, Piccoloflöte, Perkussion und Kontrabass mit Solostimme Sopran (1982)[8]
- Melencolia – Recercare für Blockflöten und Schlagzeug (1982)[8]
- Epiphaniai – für vier Klarinette, vier Posaunen (4), zwei Perkussions, zwei Kontrabässe und Orgel (198)[8]
- Sextett – für zwei Violinen, zwei Bratschen und zwei Violoncelli (1994/1995)[8]
- Veni – für Sopran, Flöte und drei Schlagzeuggruppen (1996)[8]
- Leiden und Tod unsres Herrn und Heilands Jesus Christus – Eine Passion für Alt- und Bass-Solo, Doppelchor und Instrumentalensemble (2002–2003)[8]

### Vokalmusik
- Messe – für Chor a cappella in lateinischer Sprache (1965–1972)[8]
- Drei Motetten – für Oberchor in lateinischer Sprache (1968)[8]
- Deutsche Zwölftonmesse – für Doppelchor und Schlagzeug (1969)[8]
- Deutsche Messe – für Chor a cappella (1973)[8]
- Deutsche Messe in F – für gemischten Chor a cappella (1976)[8]
- Octo beatitudinum cantica – (Gesänge der acht Seligpreisungen) für Oberchor (1979)[8]
- Rex coeli – für Chor a cappella in lateinischer Sprache (1980–1981)[8]
- Ebla’s Song of Praise – für gemischten Chor und Orgel solo (1984/1986)[8]
- Sonetti – Recitativo à 6 (für sechs Solosänger) nach Texten von Michelangelo Buonarotti in Italienischer Sprache (1985)[8]
- De Poëta – Das Wessobrunner Gebet für vier Chöre und Röhrenglocken (1988)[8]
- Beati – für Chor und Sextett mit vier Flöten und zwei Harfen (1993)[8]
- Ebla’s Song of Praise – für gemischten Chor und Orchester (1994)[8]
- Nomen – Musik für drei gemischte Chöre, 2 Flöten und Tamtam nach Texten von Nicolas Radulescu (1997)[8]

### Solomusik
- Mitten wir im Leben... – Media Vita für Alt solo[8]
- Fünf Stücke für Orgel (1972)[8]
- Capricci – für Altblockflöte solo (1974)[8]
- Da Jesus an dem Kreuze stund – Choralphantasie für Orgel (1976)[8]
- O Mensch, bewein dein Sünde groß – Choralphantasie für Orgel (1979)[8]
- Vier alttestamentliche Gebete – für Altstimme und Orgel (1979)[8]
- Sieben Choräle zur Passion – für Orgel solo (1981/1982)[8]
- Ecce virgo – Geistliches Konzert für Solostimme Sopran und Orgel solo (1982/2001)[8]
- Threnodia – für Violoncello solo (1984)[8]
- Ricercari – für Orgel solo (1984)[8]
- Suonata – für Viola solo (1985)[8]
- Epiphaniai – für Orgel solo (1988)[8]
- De Poëta – Das Wessobrunner Gebet. Fassung für Sopran und Orgel (1991)[8]
- Versi – für Sopran und Orgel nach Texten von Dante Alighieri in italienischer Sprache (1991/1997)[8]
- Resurrexit – für Orgel solo (2001)[8]

## Schriften
- Bey einer andächtig Musiq. Schritte zur Interpretation von Johann Sebastian Bachs geistlicher Klangrede anhand seiner Passionen und der H-Moll-Messe. In: Erwin Ortner, Wolfgang Sauseng, Andreas Peterl (Hrsg.): Wiener Beiträge zu Orgel und Kirchenmusik. Band 2. Institut für Orgel, Orgelforschung und Kirchenmusik an der Universität für Musik und darstellende Kunst Wien. Wien 2013.